# Brownea coccinea
A Brownea coccinea a hüvelyesek (Fabales) rendjébe, ezen belül a pillangósvirágúak (Fabaceae) családjába tartozó faj.

## Előfordulása
A Brownea coccinea eredeti előfordulási területe Dél-Amerika. Természetes állapotban a következő országokban található meg: Ecuador, Kolumbia és Venezuela. Az afrikai Kongói Demokratikus Köztársaságban, továbbá Srí Lankától és Bangladestől Jáva szigetik, valamint Mauritiuson és a Seychelle-szigeteken széles körben termesztik.

## Alfaja
- Brownea coccinea subsp. capitella (Jacq.) D.Velasquez & Agostini

## Megjelenése
Ez a növény egy cserje vagy kisebb fa. Kérge szürkésbarna színű és szemcsés felületű. A levelei szárnyasak. A virágai gömbszerű bugákban fejlődnek és élénk vörös színűek. Termése pedig, hüvelytermés.

## Képek

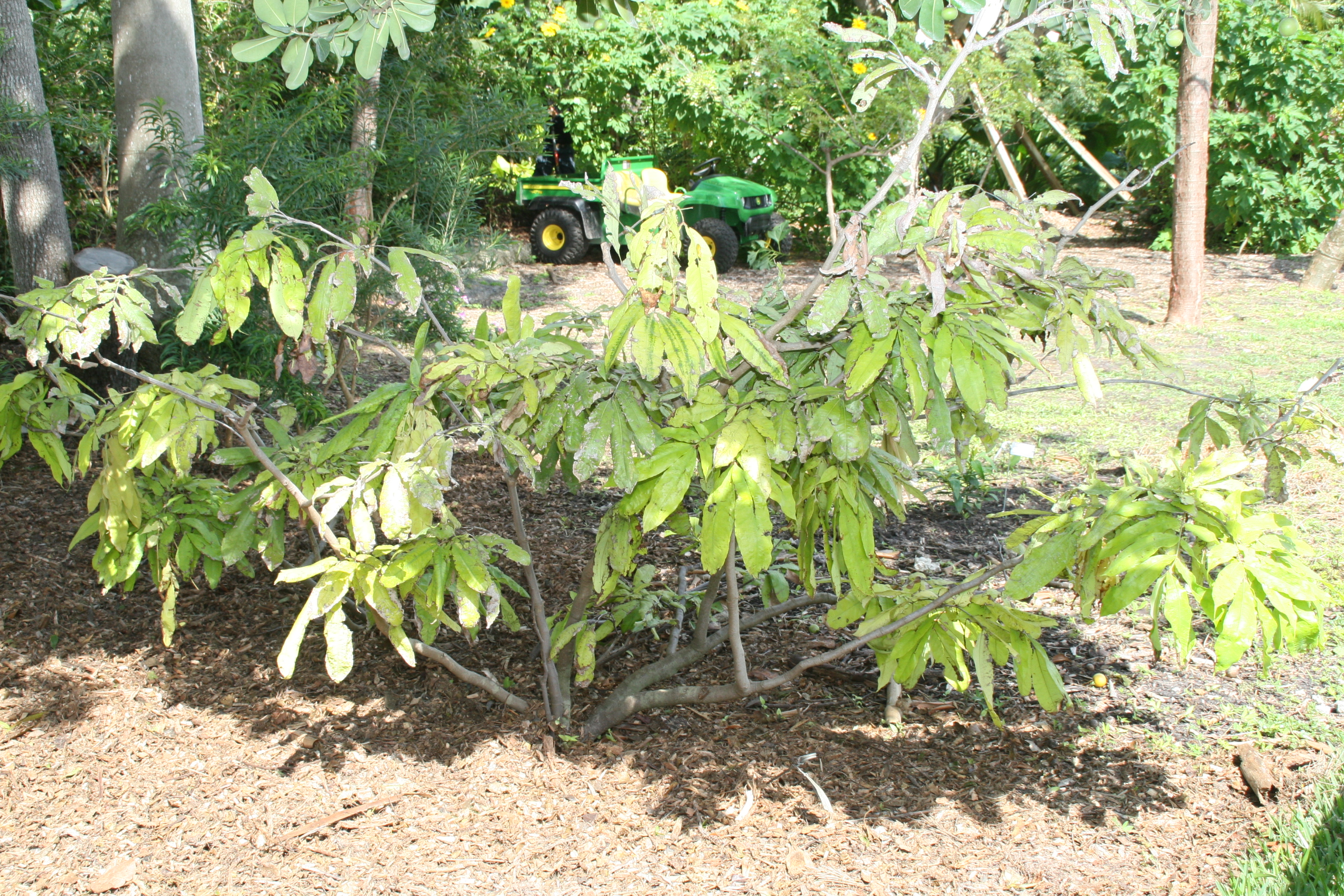
A növény
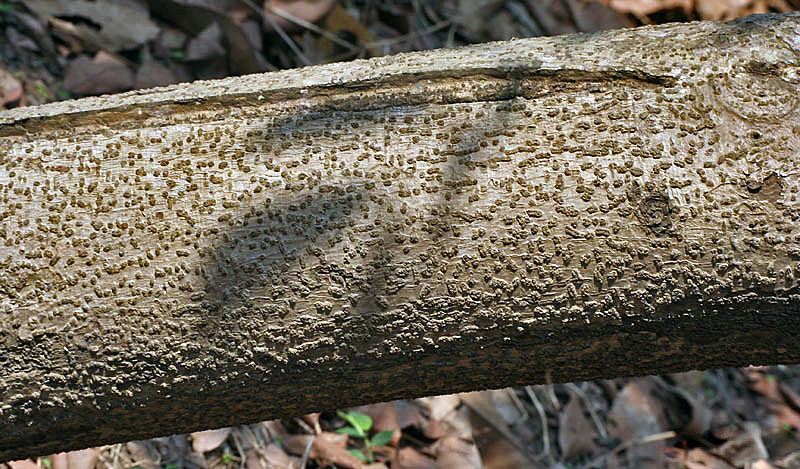
Kérge
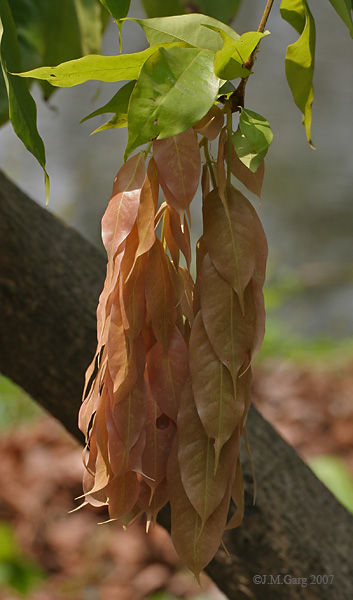
Fiatal és
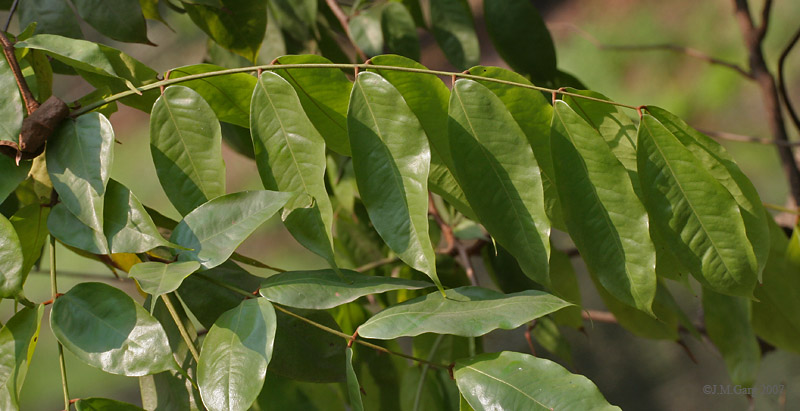
idősebb levelei
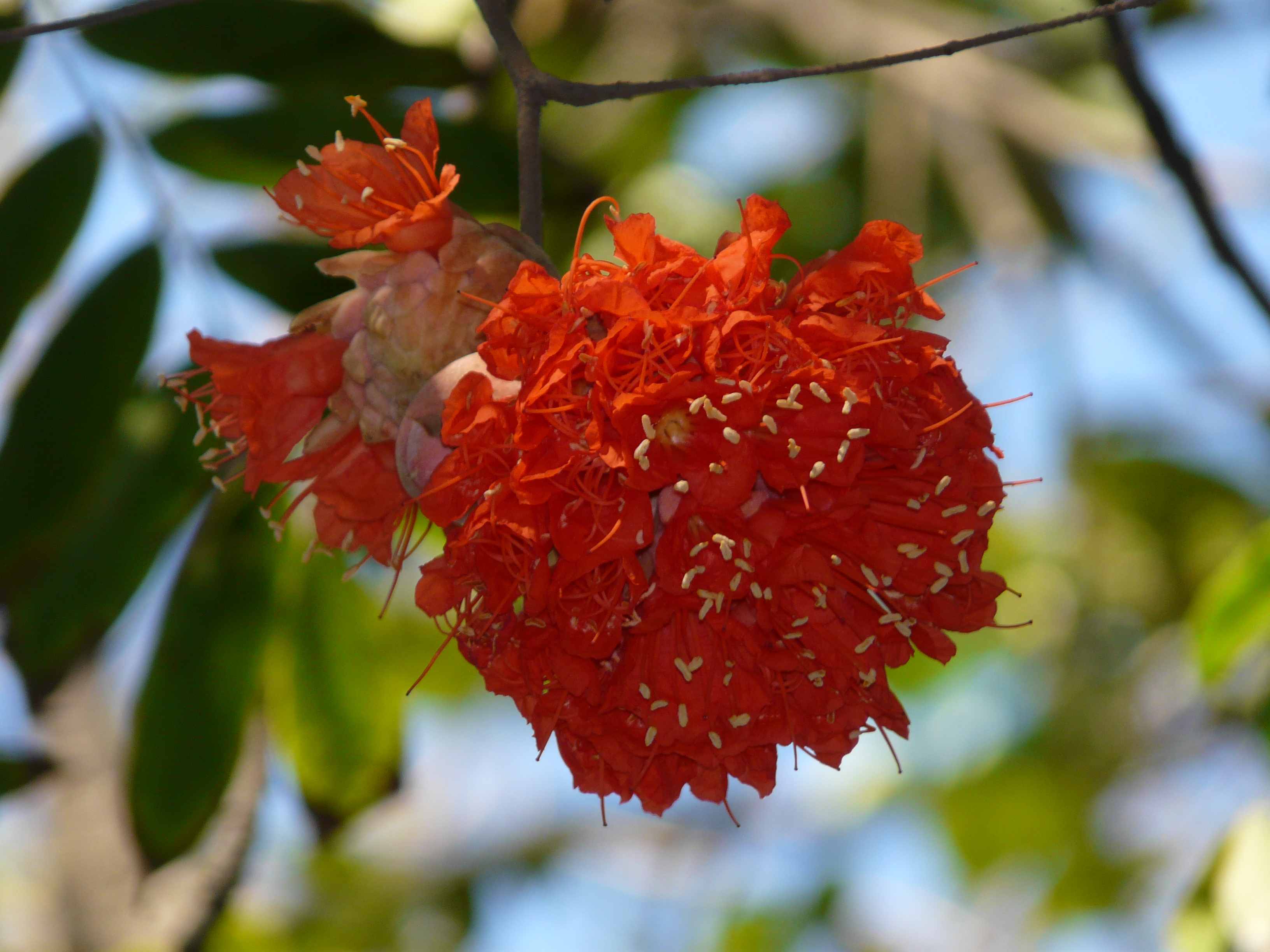
Virágai

### Fordítás
- Ez a szócikk részben vagy egészben  a   Brownea coccinea című angol Wikipédia-szócikk ezen változatának fordításán alapul.  Az eredeti cikk szerkesztőit annak laptörténete sorolja fel. Ez a jelzés csupán a megfogalmazás eredetét és a szerzői jogokat jelzi, nem szolgál a cikkben szereplő információk forrásmegjelöléseként.